# Tinuma de Zaragoza
Tinuma de Zaragoza är en ort i Mexiko.   Den ligger i kommunen Santiago Juxtlahuaca och delstaten Oaxaca, i den sydöstra delen av landet, 270 km sydost om huvudstaden Mexico City. Tinuma de Zaragoza ligger 2 400 meter över havet och antalet invånare är 148.
Terrängen runt Tinuma de Zaragoza är huvudsakligen kuperad, men västerut är den bergig. Runt Tinuma de Zaragoza är det ganska glesbefolkat, med 48 invånare per kvadratkilometer. Närmaste större samhälle är Santiago Juxtlahuaca, 11,1 km väster om Tinuma de Zaragoza. I omgivningarna runt Tinuma de Zaragoza växer huvudsakligen savannskog.